# يبابيات
يَبَّابيات (الاسم العلمي: Potamogalidae)، هي فصيلة من "الزبابة القضاعية"، وهي مجموعة من الثدييات الأفريقية النهرية شبه المائية موطنها الأصلي إفريقيا جنوب الصحراء الكبرى. وهي ترتبط ارتباطًا وثيقًا بمدالات مدغشقر، والتي يُعتقد أنها انفصلت عنها منذ حوالي 47-53 مليون سنة. كانت في السابق تُصنف بوصفها فُصيلة من المدالية.
جميع الزبابات القضاعية آكلة اللحوم، حيث تفترس أي حيوان مائي يمكن أن تجده بشواربها الحساسة، وخاصة الحشرات. كما يوحي اسمها الشائع، فإنها تحمل تشابهًا قويًا ولكن سطحيًا مع القضاعة الحقيقية التي لا ترتبط بها ارتباطًا وثيقًا، ولا ترتبط ارتباطًا وثيقًا بالزبابات الحقيقية. تتحرك اليبابيات عبر الماء عن طريق تموج ذيلهم في الحركة ومشابهة للحركات التي يقوم بها التمساح أثناء السباحة.